# Михаил Боярски
Михаил Сергеевич Боярски (на руски: Михаи́л Серге́евич Боя́рский) роден на 26 декември 1949 г. в Ленинград, СССР) е съветски и руски телевизионен и кино актьор и певец, народен артист (1990 г.), кавалер на Ордена „За заслуги пред Отечеството“ IV степен. От 1988 г. до 2007 г. е художествен ръководител на създания от него театър „Бенефис“ в Санкт Петербург. Съветската интерпретация на романа на Александър Дюма „Тримата мускетари“ и неговата роля на д'Артанян в него го издигат до национална слава. През 1980-те има и успешна певческа кариера.
Женен и има две деца - син и дъщеря, както и две внучки и два внука.